# Фолквин IV (Шваленберг)
Фолквин IV фон Шваленберг (на немски: Volkwin IV von Schwalenberg; * ок. 1190; † пр. 1255) от Дом Валдек е от 1214 до 1255 г. граф на Шваленберг и от 1224 до 1228 г. граф на Валдек.
Той е първият син на граф Хайнрих I фон Валдек и Шваленберг († пр. 21 септември 1214) и съпругата му Хезеке фон Дасел († сл. 25 юли 1220).
Фолквин IV наследява баща си в Графство Шваленберг. Чичо му Херман I фон Валдек умира през 1224 г. и завещава на Фолквин IV графството Валдек. През 1228 г. той отстъпва графството Валдек на по-малкия си брат Адолф I († 1270), а той остава граф на Шваленберг и фогт на манастирите Мьоленбек, Херфорд и Мариенмюнстер. През 1228 г. той новоосновава град и замък Шваленберг.
Фолквин IV се съюзява с архиепископа на Майнц Зигфрид II фон Епщайн. През 1225 г. вероятно участва в убийството на архиепископa на Кьолн Енгелберт I фон Кьолн († 7 ноември 1225), заради което e отлъчен от църквата. Наказан е да основе на своя територия манастир и през 1231 г. той основава женския манастир Бургхаген, който през 1247 г. е преместен във Фалкенхаген.
Следващите години след дългогодишни конфликти той загубва права и територии в полза на епископите на манастир Падерборн.

## Деца
Фолквин IV се жени пр. 1239 г. за Ерменгард фон Шварцбург († 22 март 1274), дъщеря на граф Хайнрих II фон Шварцбург († 1236) и Ирмгарда фон Орламюнде († ок. 1222). Те имат децата:
- Хайнрих I († 1279), от 1243 г. граф на Шваленберг, женен за фон Волденберг, дъщеря на граф Хайнрих I фон Волденберг и Харцбург, фон Хаген († 1251) и София фон Хаген († 1251/1261)
- Фолквин V фон Шваленберг (* ок. 1240/45; † 4 май 1293), епископ на Минден (1275 – 1293)
- Видекинд V († 28 септември 1264), граф на Шваленберг (1249/50 – 1264), женен три пъти
- Адолф I († 6 май 1302/26 януари 1305), граф на Шваленберг (1265), женен I. за Аделхайд N; II. за Юта
- Албрехт I († сл. 5 февруари 1317), женен за Юта фон Росдорф († сл. 1 април 1305), дъщеря на рицар Конрад фон Росдорф († сл. 1246)
- Гюнтер фон Шваленберг, архиепископ на Магдебург (1277 – 1278), епископ на Падерборн (1307 – 1310)
- Кунигунда фон Шваленберг († сл. 1 май 1305), абатиса на манастир Фалкенхаген (1247 – 1305)
- Ирмгард фон Шваленберг († 1 октомври 1314), абатиса на манастир Хеерсе
- Мехтилд фон Шваленберг († 4/7 януари 1321 – 1324), абатиса на манастир Мьоленбек
- Лудолф, домхер в Минден (1285)
- Конрад (ок. 1225 – 1277), като Конрад II архиепископ на Магдебург (1266 – 1277)